# 藤掛正史
藤掛 正史（ふじかけ まさし、1964年3月17日 - ）は、日本の社会教育者。中央区ユネスコ協会会長。日本イノベーション融合学会会長。群馬県桐生市出身。雅号は藤懸庚汪（ふじかけ こうおう）。

## 人物

### 略歴
1964年　群馬県桐生市生まれ。佐野日本大学高等学校（生徒会長・日本大学総長賞）、日本大学法学部法律学科を卒業後、シンガポール、マレーシア、タイにて工作機械販売会社に勤務。
1960年代初めに石川昭・青山学院大学名誉教授が提唱し、石原慎太郎や竹村健一が協力した「知のオリンピック」に共感。石川昭は髙梨智弘と共に「知のオリンピック」を柱にしたさまざまな経営学団体を創設したため、これらの団体に参加。
1998年　日本ナレッジマネジメント学会に所属。髙梨智弘の逝去後、一般社団法人日本イノベーション融合学会会長、特定非営利活動法人日本ナレッジ・マネジメント協会理事、特定非営利活動法人内部統制評価機構理事、株式会社経済産業新報社ビジネススクール事務局長として「知のオリンピック」を柱にした経営学団体の活動を継承。
2003年　日本の武芸道を陰陽道史や修験道史から研究を開始。陰陽道史研究を深めるため、公益社団法人日本易学連合会に所属し、専務理事を5期10年務める。
2016年　一般社団法人中央政策研究所（三木武夫が創設し、海部俊樹が発展させた）の中に新たに東洋思想研究部会とイノベーションマネジメント研究部会の2つの部会を立ち上げ、両部会の部会長に就任。東洋思想研究部会は大阪大学懐徳堂の研究協力機関（２０１９年〜２０２４年）として、また二松學舍大学医道易道研究会との共同研究（２０２２年〜）を行う。
2020年　青少年育成支援のため公益社団法人青少年育成支援大和の心の専務理事に就任。社会教育者としてボランティア活動を開始。「日本武芸道の知®」を商標登録し、社会普及に努める。
2021年　公益社団法人日本ユネスコ協会連盟に所属し、千代田ユネスコ協会理事長を経て、中央区ユネスコ協会会長、東京都ユネスコ連絡協議会理事に就任。「屋久島の世界自然遺産」と「佐々木禎子（原爆の子の像のモデル）の折り鶴」をテーマにしたユネスコスクールを推進。

## 著書・論文
- 『日本の中空思想の知』（イノベーション融合ジャーナル、2016年）　PRINT ISSN 2432-1184 　ONLINE　ISSN 2432-0897
- 『日本の陰陽道』（日本易道タイムス、2017年）　ISSN 2189-874X
- 『論語と渋沢栄一　パネルディスカッション』（日本易道タイムス、2020年）　ISSN 2189-874X
- 『日本衣紋道の知－有職故実に学ぶ－』（大和ジャーナル、2019年）　ISSN 2434-4869
- 『明治維新後の大アジア主義と土御門陰陽道史』（大和ジャーナル、2019年）　ISSN 2434-4869
- 『知のオリンピック開催の構想と実践』（イノベーション融合ジャーナル、2020年）　PRINT ISSN 2432-1184 　ONLINE　ISSN 2432-0897
- 『天社宮祭祀（土御門祭祀）について』（日本易道タイムス、2022年）　ISSN 2189-874X
- 『日本・カザフスタン外交関係樹立３０周年記念』（中央区ユネスコ協会ジャーナル、2022年）　ISSN 2758-6715

## 所属団体（役職）
- 中央区ユネスコ協会　会長
- 東京都ユネスコ連絡協議会　理事
- 一般社団法人　日本イノベーション融合学会　会長
- 特定非営利活動法人　日本ナレッジ・マネジメント協会　理事
- 特定非営利活動法人　内部統制評価機構　理事
- 一般社団法人　経済産業新報　代表理事
- 一般社団法人　中央政策研究所　東洋思想研究部会　部会長
- イノベーションマネジメント研究部会　部会長
- 公益社団法人　青少年育成支援大和の心　専務理事
- 公益社団法人　日本易学連合会　副理事長